# Avtobusna postaja Sežana
Avtobusna postaja Sežana je primestna ter medkrajevna avtobusna postaja, od koder avtobusi vozijo po Krasu, do večjih mest v Sloveniji (Ljubljana, Koper, Nova Gorica) ter v Italijo (Opčine, Trst). Sama zgradba je bila zgrajena leta 2001, ko se je postaja preselila iz stare lokacije pri občinski stavbi na vzhodu mesta. Sedaj se avtobusna postaja nahaja na skrajnem zahodnem delu strogega centra mesta, na Partizanski cesti.
Spada med večje avtobusne postaje v Sloveniji in ima 5 peronov.